# باول دوبوي
باول دوبوي (بالفرنسية: Paul Dupuy)‏ هو مؤرخ فرنسي، ولد في 18 يناير 1856 في Loudun ‏ في فرنسا، وتوفي في 17 مارس 1948 في جنيف في سويسرا.